# Línea 1 (Tucumán)
La Línea 1 es una línea de colectivos urbana de San Miguel de Tucumán, Tucumán, Argentina. Es propiedad de El Galgo S.R.L., uniendo los barrios Aguas Corrientes y Policial con Villa Amalia, al sur de la capital.

## Recorridos

### Ramal Mitre[1][2]
Desde Diag. Facundo Quiroga y Av. Fco. de Aguirre, por esta, Pje. Sebastián El Cano, ingresa al Barrio Policial, sale por la misma calle, Av. Fco. de Aguirre, Av. República de Siria, Emilio Castelar, Diag. Lisandro De La Torre, Av. República de Siria, Salta, Jujuy, Av. Independencia, Chacabuco, Matheu, 9 de Julio, Inca Garcilaso, Mariano Moreno, Independencia, Entre Ríos, San Lorenzo, Buenos Aires, Crisóstomo Álvarez, Entre Ríos, Monteagudo, Córdoba, Laprida, Santiago del Estero, Salta, Santa Fe, Junín, Av. Sarmiento, Av. Belgrano, 12 de Octubre, Paraguay, Av. Rep. del Líbano, Av. Fco. de Aguirre, Av. Ejército del Norte y Diag. Facundo Quiroga.

### Ramal Salta[3]
Desde Diag. Facundo Quiroga y Av. Fco. de Aguirre, por esta, Pje. Sebastián El Cano, ingresa al Barrio Policial, sale por la misma calle, Sargento Cabral, Av. Fco. de Aguirre, Av. Rep. del Líbano, Av. Sarmiento, Salta, Jujuy, Independencia, Chacabuco, Matheu, 9 de Julio, Inca Garcilaso, Mariano Moreno, Independencia, Entre Ríos, San Lorenzo, Buenos Aires, Crisóstomo Álvarez, Entre Ríos, Monteagudo, Córdoba, Laprida, Santiago del Estero, Salta, Santa Fe, Junín, Sarmiento, Av. República de Siria, Madrid, Pje. Maurín, Av. Fco. de Aguirre, Av. Ejército del Norte, Diag. Facundo Quiroga.

## Lugares de Interés
- Plaza Urquiza
- Colegio Nacional Bartolomé Mitre
- Parroquia del Inmaculado Corazón de María
- Cine Atlas
- Casa Museo de la Ciudad
- Teatro Juan Bautista Alberdi